# Mont d'Hermone
Le mont d'Hermone est une montagne principalement boisée des Préalpes située en Haute-Savoie, dans le massif du Chablais. Le point culminant est à cheval sur les communes de Lyaud, Vailly et Orcier. L'extrémité méridionale de la crête, à 1 326 m d'altitude, abrite la chapelle Notre-Dame d'Hermone construite au XVIe siècle.

## Toponyme
Le nom Hermone dérive de l'ancien nom Armone qui fut employé sous différentes formes pour décrire la montagne (montagne d'Armone, montagnes des Armonnes, mont d'Armone voire mont d'Ermone). Il est composé des termes ar et mone. Le premier définit un article en celtique tandis que le second signifie « montagne » ce qui traduit le mot Armone par « la montagne ». Le nom mont d'Hermone constitue ainsi un toponyme pléonastique voire une tautologie à l'image du lac Léman. Cette traduction s'applique aussi au village d'Armoy situé à son pied.
Le nom Armone pourrait aussi provenir du patois savoyard armôna donné par des Chartreux et signifiant « aumône ».

## Géologie
Le mont d'Hermone est parmi les derniers reliefs majeurs septentrionaux du massif du Chablais (à l'exception des collines d'Allinges). Il constitue par ailleurs la limite nord de la nappe des Préalpes médianes plastiques sur la rive gauche de la Dranse où sa stratigraphie est restreinte entre le Trias et le Jurassique moyen. La montagne est constituée par la succession de deux anticlinaux. Le pli principal (anticlinal d'Hermone) constitue la crête du mont d'Hermone et son flanc nord-ouest tandis qu'un pli parasitaire correspond au flanc sud-est et est surtout développé dans la partie orientale du mont d'Hermone. La charnière démantelée de ce dernier expose le cœur triasique et forme une combe synclinale où se situe le hameau de Bulle. Vers l'ouest, le pli parasitaire se resserre et semble fusionner avec l'anticlinal d'Hermone tout en laissant apparaître le Trias. Ainsi le mont d'Hermone forme un mont dans sa partie orientale et évolue vers un crêt à l'ouest.
Les calcaires silcieux du Lias forment la voûte du mont d'Hermone et affleurent préférentiellement sur la crête et le flanc nord-ouest. Des fines couches de Lias inférieur siliceux et spathique forme une transition vers le Trias dolomitique le long de la moitié supérieure du flanc sud-est. Enfin, le pied du mont d'Hermone et la vallée du Brévon sont recouverts par des calcaires à Cancellophycus (Lias-Dogger).
Les plis anticlinaux sont délimités au sud par le synclinal du col du Feu par lequel transite partiellement le Brévon et le contact tectonique avec le complexe Voirons-Wägital (flysch des Voirons représenté par les collines d'Allinges) au nord. L'anticlinal d'Hermone se poursuit vers l'ouest et constitue le mont Forchat et Très la Paraz puis disparaît sous Habère-Poche. Bien que géomorphologiquement alignés, le col du Feu traduit la présence d'une faille décrochante dextre qui décale l'axe du pli. À l'est, la Dranse constitue une limite naturelle au-delà de laquelle les plis disparaissent sous le pays de Gavot.